# 塞族共和國
塞族共和国（發音：[repǔblika sr̩̂pskaː] ⓘ），又译斯普斯卡共和國，是波斯尼亚和黑塞哥维那的两个实体之一，和另一实体波士尼亞與赫塞哥維納聯邦以及布爾奇科特區組成波斯尼亚和黑塞哥维那。1992年2月9日建立的塞族共和國擁有自己的政府、議會、軍隊和警察部隊，但在2005年年底时塞族共和国军与波黑联邦军合并，现在皆隶于国家层级的波斯尼亚和黑塞哥维那國防部。

## 國名
在塞尔维亚-克罗地亚语中，意為「塞爾維亞族的共和國」。其第二個字是一個形容詞，將後綴放到詞根（名詞的詞根，意義為「塞爾維亞人」）之後。而與一樣，是一種清濁同化的結果。從民族称呼衍生出來的形容詞，一般使用於波士尼亞、克羅埃西亞與塞爾維亞稱呼國家名稱時：如─（蘇格蘭人─蘇格蘭）、─（克羅埃西亞人─克羅埃西亞）。有時會解讀成（塞爾維亞族共和國）或（波士尼亞塞爾維亞族共和國），且塞族共和國政府在官方文件的英語翻譯中，會將該名稱半英語化為；但BBC、紐約時報與衛報等西方媒體，實務上仍採用的名稱。据巴尼亚卢卡日报《塞族之声》（Glas Srpske）报道，这个现代实体的名字是由其第一任文化部长柳博米尔·祖科维奇创造的。

## 歷史
波士尼亞與赫塞哥維納共和國獨立後，境內的克族、波族和塞族仍然不斷交火，大多數時間是克族和波族組成的波赫聯邦對抗以塞族主導的塞族共和國，但是波赫聯邦亦有內訌的時候（詳情請參考波士尼亞戰爭）。1995年底，三方達成岱頓協定之後停火。

## 政治
根據波士尼亞與赫塞哥維納憲法，塞族共和國有自己的總統、議會、政府、司法系統與警察，與國家象徵包含國旗、國徽、國歌。雖然塞族共和國以塞拉耶佛為其首都，然而多數政府機構位於該國西北方的城市巴尼亚卢卡。在波士尼亞戰爭結束後，塞族共和國曾保留自己的軍隊，直到2005年，該國議會方通過法案，使塞族共和國軍隊併入國家層級的波士尼亞與赫塞哥維納軍隊，這項改革也是北約所要求，若波士尼亞與赫塞哥維納欲加入北約的和平夥伴關係計劃的前提條件。

## 人口

### 族群
| 族群         | 1991年    | 1991年    | 2013年    | 2013年    |
| ------------ | --------- | --------- | --------- | --------- |
| 族群         | 数量      | 占比      | 数量      | 占比      |
| 塞尔维亚族   | 869,854   | 55.43%    | 1,001,299 | 81.51%    |
| 波什尼亚克族 | 440,746   | 28.08%    | 171,839   | 13.99%    |
| 克罗地亚族   | 144,238   | 9.19%     | 29,645    | 2.41%     |
| 南斯拉夫族   | 75,013    | 4.78%     |           |           |
| 其他         | 39,481    | 2.52%     | 25,640    | 2.09%     |
| 总计         | 1,569,332 | 1,569,332 | 1,228,423 | 1,228,423 |

### 宗教
塞族共和国宗教
塞族共和国没有国教。根据2013年人口普查，82.82%的人口信仰东正教。
宗教在塞族共和国的民族认同中发挥着重要作用。通常情况下，塞尔维亚族人信奉东正教；波什尼亚克族人信仰伊斯兰教；克罗地亚族人信仰天主教。

## 对外关系
2006年9月，塞族共和国与塞尔维亚签署了一项「特殊关系协议」，旨在促进塞尔维亚和塞族共和国之间的经济和政治合作。该协议由塞尔维亚总统鲍里斯·塔迪奇和总理沃伊斯拉夫·科什图尼察、塞族共和国前总统德拉甘·查维奇和塞族共和国总理米洛拉德·多迪克签署。